# Арабо-нормандський стиль
Арабо-нормандський (іноді арабо-греко-нормандський) стиль — поширена в літературі назва особливого еклектичного архітектурного стилю, що виник на Сицилії після нормандського завоювання та увібрав у себе численні арабські, романські, візантійські, нормандські риси.

## Історія виникнення та часові рамки
В 1061–1109 роках нормандці під проводом Роберта Гвіскара та його молодшого брата Рожера I завоювали Сицилію, що була впродовж двох попередніх століть під владою арабів. 1072 року, після взяття Палермо, Роберт Гвіскар, який отримав був від папи титул герцога Сицилії, передав владу над островом Рожеру I з титулом великого графа. Син і другий наступник Рожера I Рожер II, скориставшись ослабленням, а потім і вимиранням нащадків Гвіскара, зумів добитися повної незалежності, а 1127 навіть поглинути континентальні володіння норманів. 1130 року Рожер II об'єднав Сицилію, Апулію та Калабрію в єдине Сицилійське королівство. Попри падіння кількох династій і внутрішні перипетії, Сицилія аж до Сицилійської вечірні 1282 була однією з найсильніших держав Італії та Середземномор'я.
До моменту завершення нормандського завоювання Сицилія була неоднорідною з етноконфесійної точки зору державою. Більшість населення становили греки-християни візантійського обряду та араби-мусульмани. У наступні роки завдяки імміграції з'явився впливовий прошарок християн латинського обряду. Щоб зберегти стабільність в королівстві, нормандські правителі (Рожер I, Аделаїда Савонська, Рожер II, Вільгельм I Злий, Вільгельм II Добрий) свідомо дотримувалися політики релігійної та національної терпимості, зберігаючи та зміцнюючи сформовані традиції, права та привілеї різних громад. Внаслідок такої політики Сицилійське королівство являло собою рідкісний для середньовіччя приклад толерантного суспільства.
Описаний політичний лад знайшов своє відбиття в численних архітектурних спорудах XI–XIII століть, у яких химерним чином з'єдналися арабські, візантійські, романські та нормандські риси. Сформований еклектичний стиль, що отримав назву арабо-нормандського, є унікальним та притаманним виключно Сицилії.
У наступні століття більшість споруд арабо-нормандського стилю були або зруйновані, або перебудовані, частіше в стилі бароко. В XIX–XX століттях на тлі інтересу до нормандської спадщини, що спалахнув, реставраторам вдалося відновити ряд споруд арабо-нормандського стилю у вигляді, близькому до первинного. Останнім часом пам'ятники арабо-нормандського стилю, поряд з класичною античною спадщиною, є основними туристичними пам'ятками Сицилії.

## Основні пам'ятники

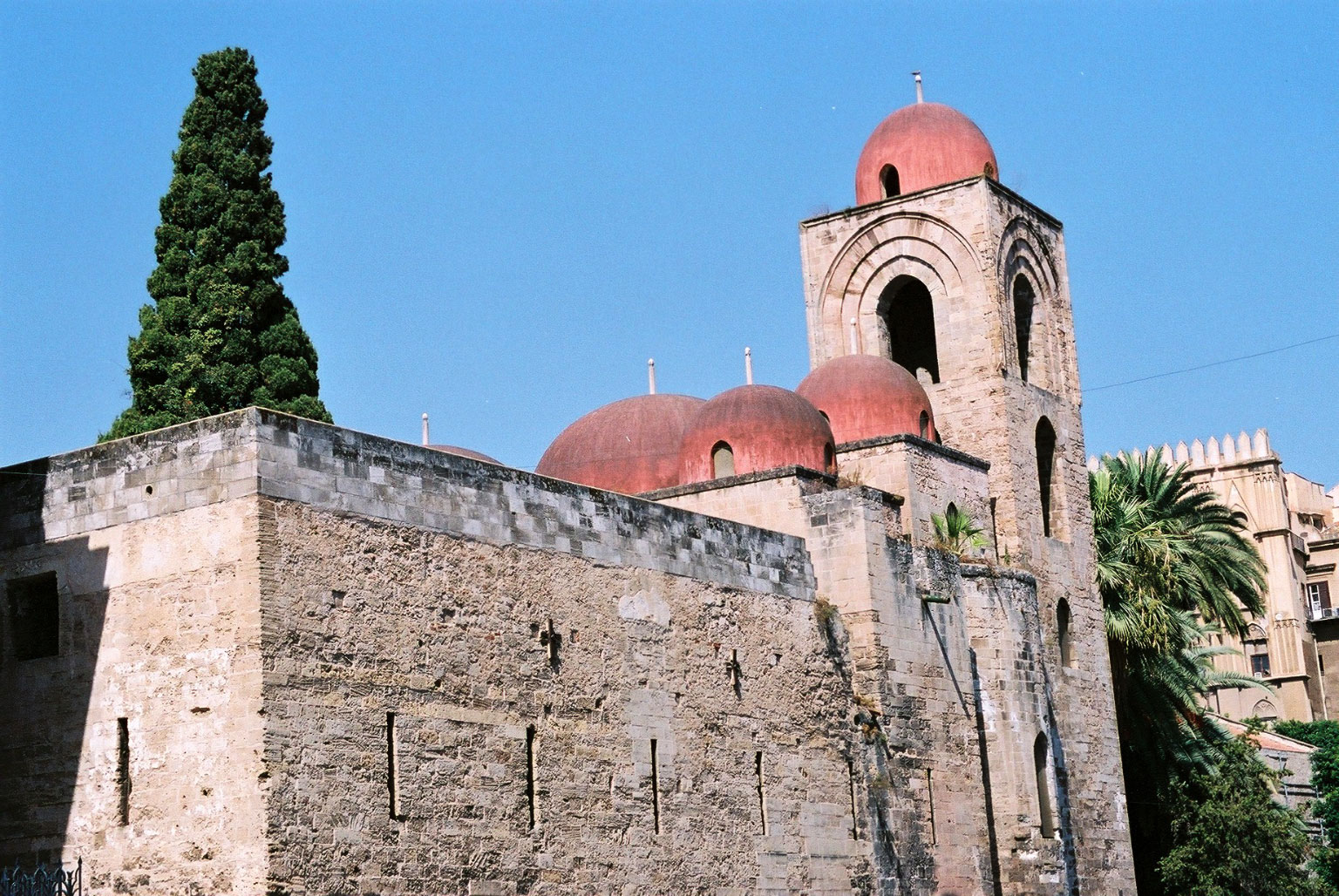
Сан-Джованні-дельї-Ереміті

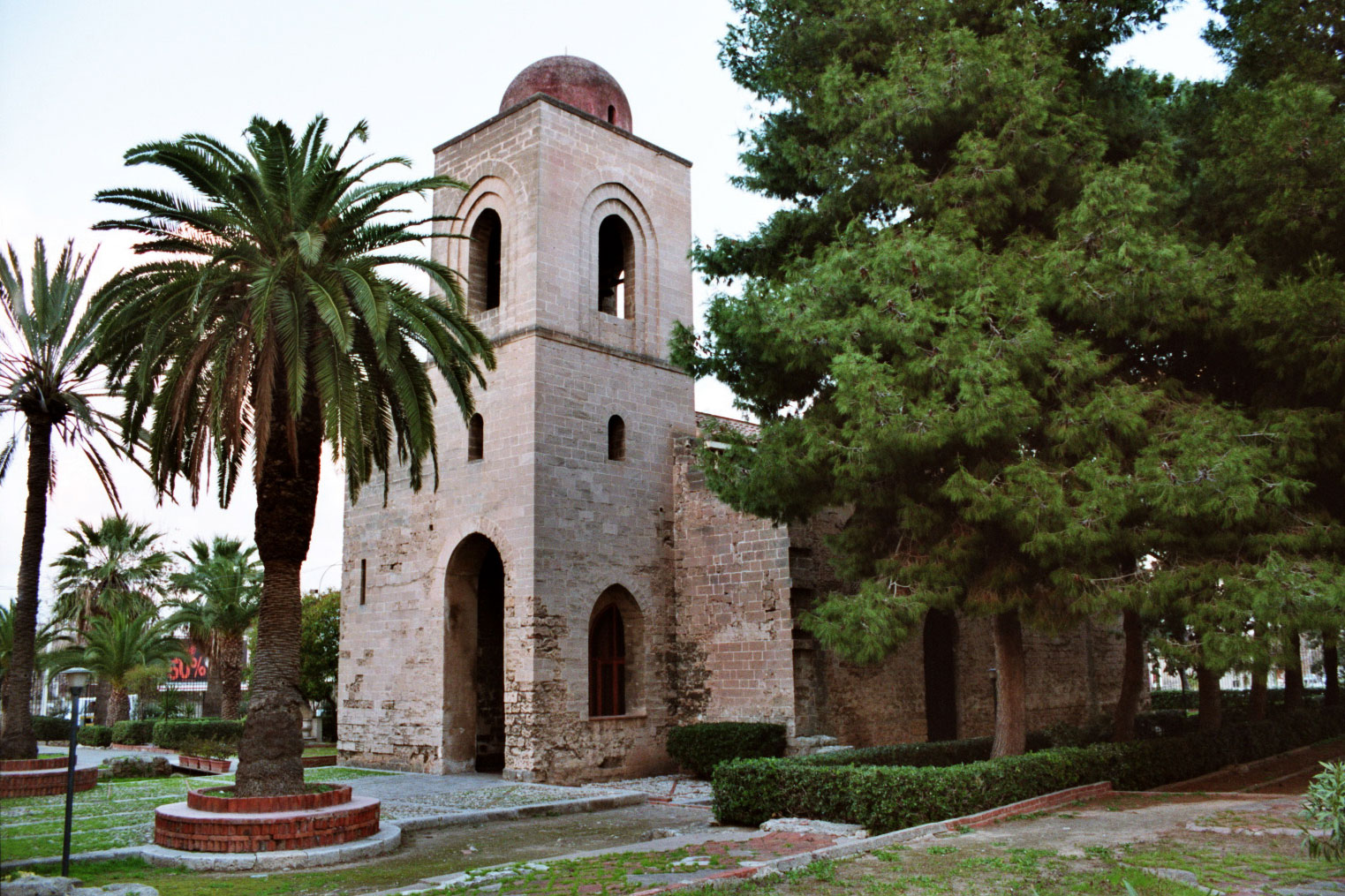
Сан-Джованні-дель-Лебброзі

Серед основних пам'яток арабо-нормандського стилю наступні:
- церкви в Палермо:

- кафедральний собор,
- Палатинська капела
- Марторана (Санта-Марія-дель-Амміральйо),
- Сан-Катальдо,
- Сан-Джованні-дельї-Ереміті,
- Сан-Джованні-дель-Лебброзі,
- Маджоне,
- Санто-Спіріто

- королівські палаци в Палермо:

- нормандський палац,
- Ціза,
- Палац Ла Куба,

- інші церкви та собори:

- Собор Монреале,
- Собор Чефалу,
- Санті-П'єтро-е-Паоло-д'Агро (Провінція Мессіна).

## Основні риси

### Арабський вплив

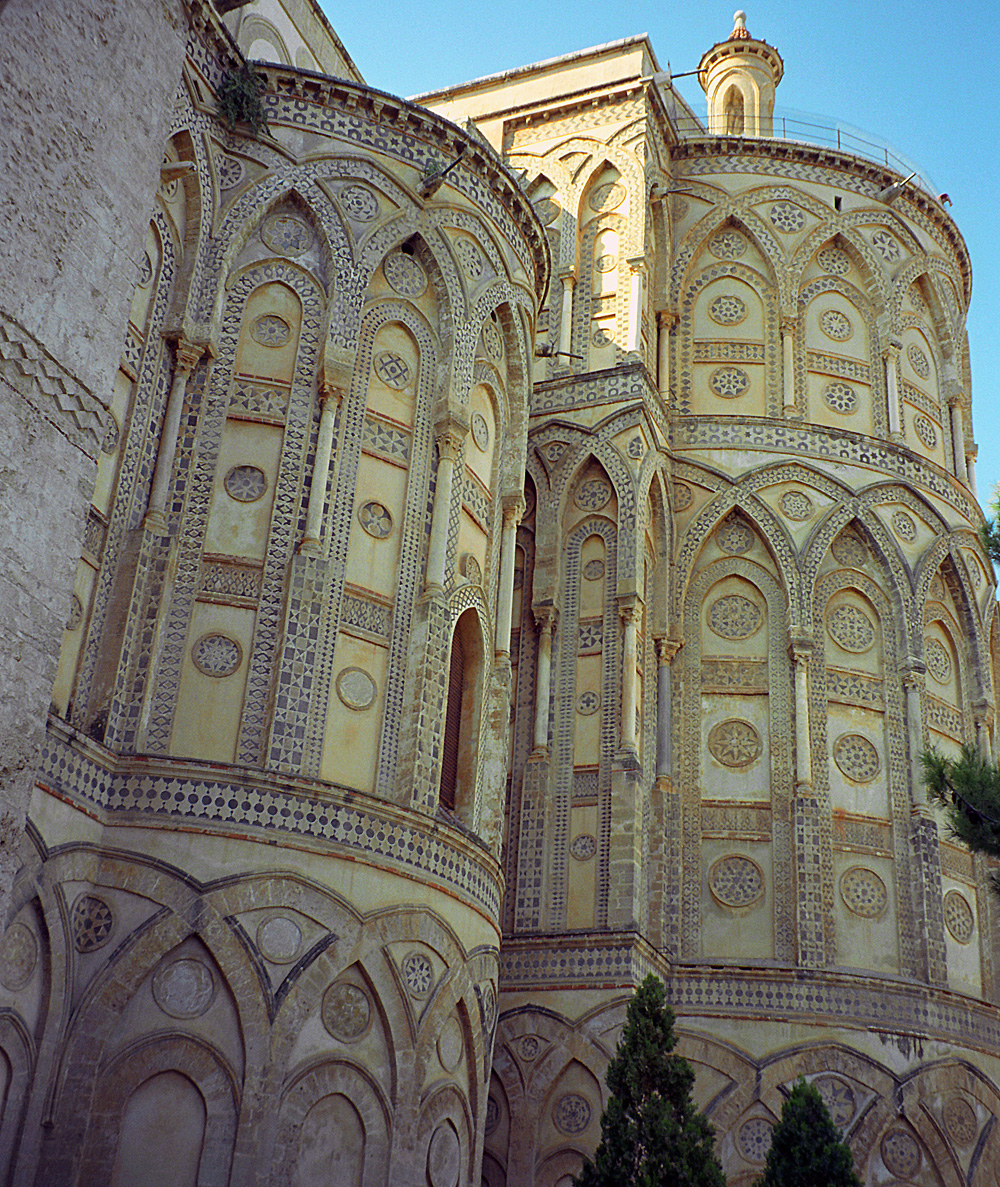
Абсида собору Монреале

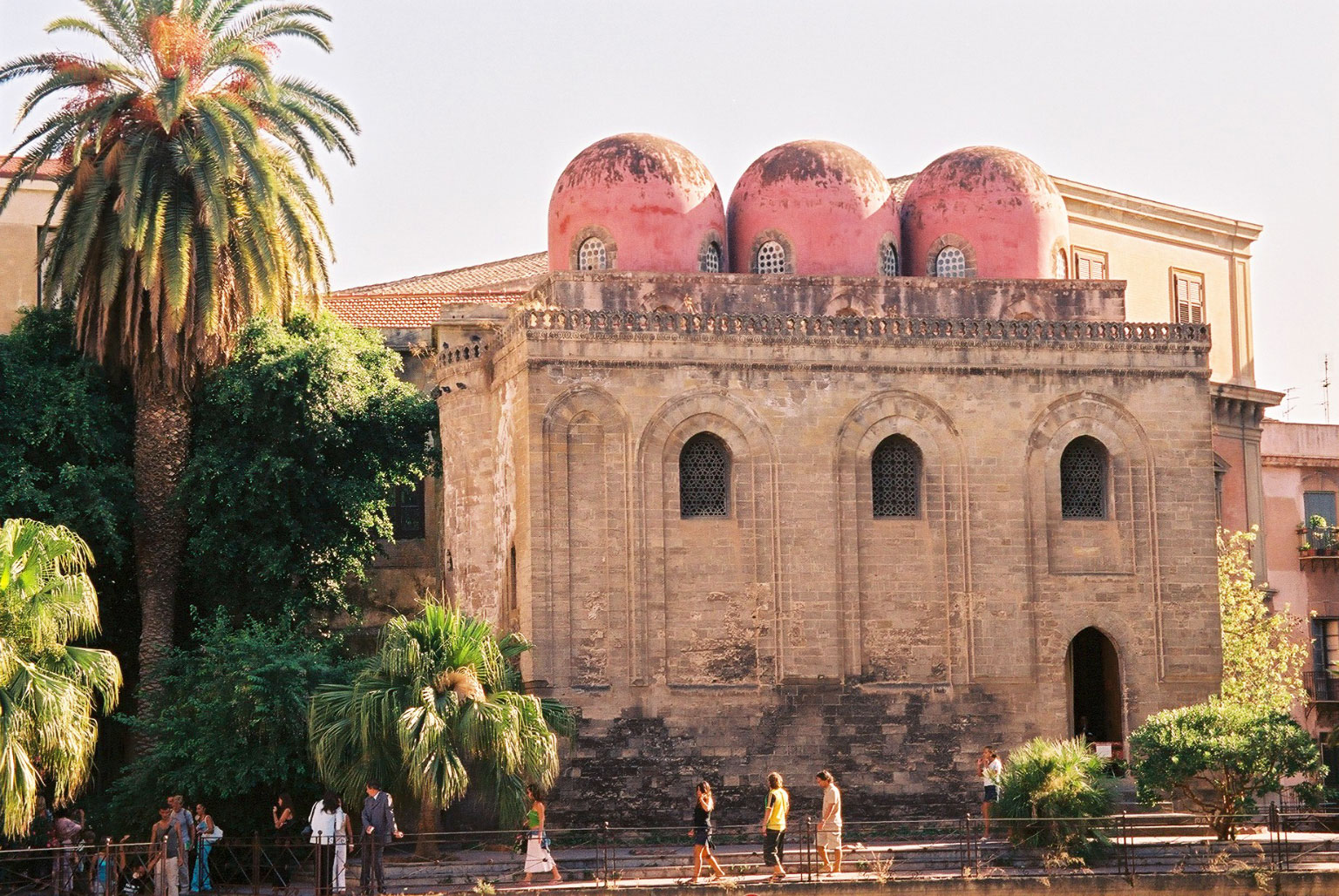
Сан-Катальдо з арабськими куполами

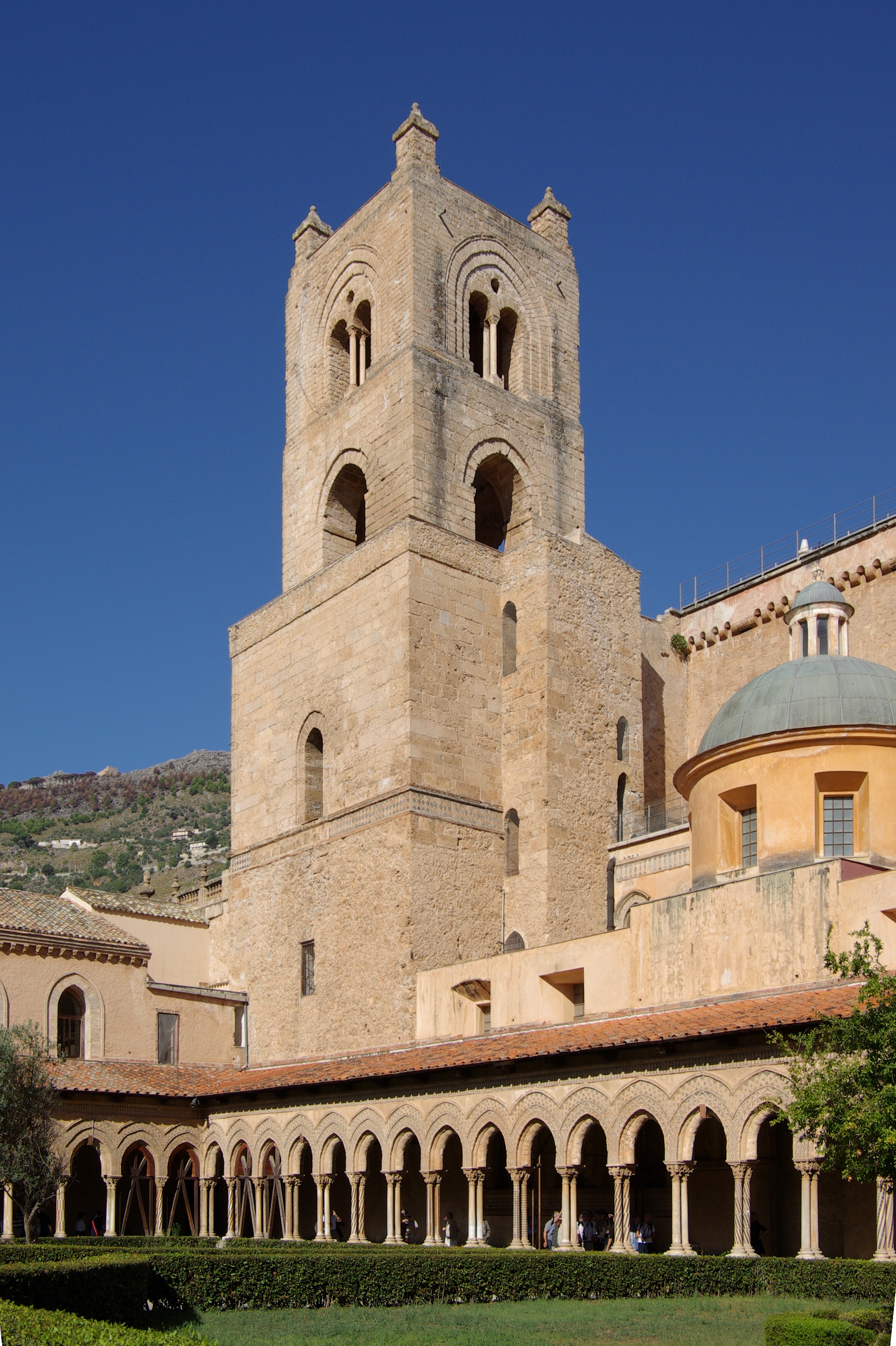
Східна колонада клуатра Монреале

Серед характерних арабських рис нормандських будівель найбільш загальною є оздоблення стін у вигляді складного кам'яного візерунка з переплетених фальшивих арок. У наймонументальніших соборах (Палермо та Монреале) цей візерунок доповнюють витончені абстрактні інкрустації з лави та туфу, рослинні орнаменти, зубці.
Однією з найпомітніших рис арабо-нормандського стилю є біфори — вікна, розділені навпіл по вертикалі вузькою колоною. Вікна-біфори поширені як у духовних, так і у світських будівлях.
Мистецтво арабських теслярів також знайшло відбиття в пам'ятниках арабо-нормандського стилю. У Палатинській капелі та соборі Монреале різьблена дерев'яна стеля нагадує склепіння печери зі сталактитами, що властиво фатімідським мечетям Єгипту та Північної Африки. Стеля покрита геометричними малюнками й куфічними написами. Особливістю сицилійських різьблених стель є наявність на них заборонених Кораном зображень людей і тварин, що можна пояснити як віддаленістю Сицилії від основних центрів ісламської культури, так і впливом християнського образотворчого мистецтва.
Зачарованість нормандських королів та сеньйорів арабськими традиціями вплинула на вигляд світських будівель, у тому числі королівських палаців — Ціза, Куба, Палаццо Норманні. Всі вони зовсім не схожі на тогочасні замки західноєвропейських феодалів. У палацових приміщеннях і садах збереглися типово арабські фонтани й басейни. Мозаїки Ціси й нормандського палацу (зал Рожера) показують світське життя королівського двору, далеке від традиційного християнського благочестя. У цих палацах, за повідомленнями хроністів, існували гареми, яких не цуралися Рожер II, Вільгельм I Злий і Вільгельм II Добрий.
Арабські внутрішні двори, що оточені колонадою, стали частиною і церковних будівель. Клуатри в арабському стилі збереглися в Чефалу, Маджіоне, Сан-Джованні-дельї-Ереміті. Найпримітнішим є клуатр монастиря Монреале. Він являє собою в плані правильний квадрат зі стороною 47 метрів, що обмежений арабською колонадою. 104 вузьких стрілчастих арки підтримуються 208 колонами (104 парами) з різьбленими капітелями. Усі колони клуатра Монреале різняться за матеріалом, обробкою і, головне, характером капітелі. Ретельно продумане виконання дрібних деталей у поєднанні з гармонією всього ансамблю роблять, на думку фахівців, клуатр Монреале одним з найвиразніших в Італії.
Про арабський вплив свідчать і куполи церков Сан-Катальдо та Сан-Джованні-дельї-Ереміті, які за формою нагадують традиційні купола мечетей Єгипту та Магрибу.

### Візантійська мозаїка

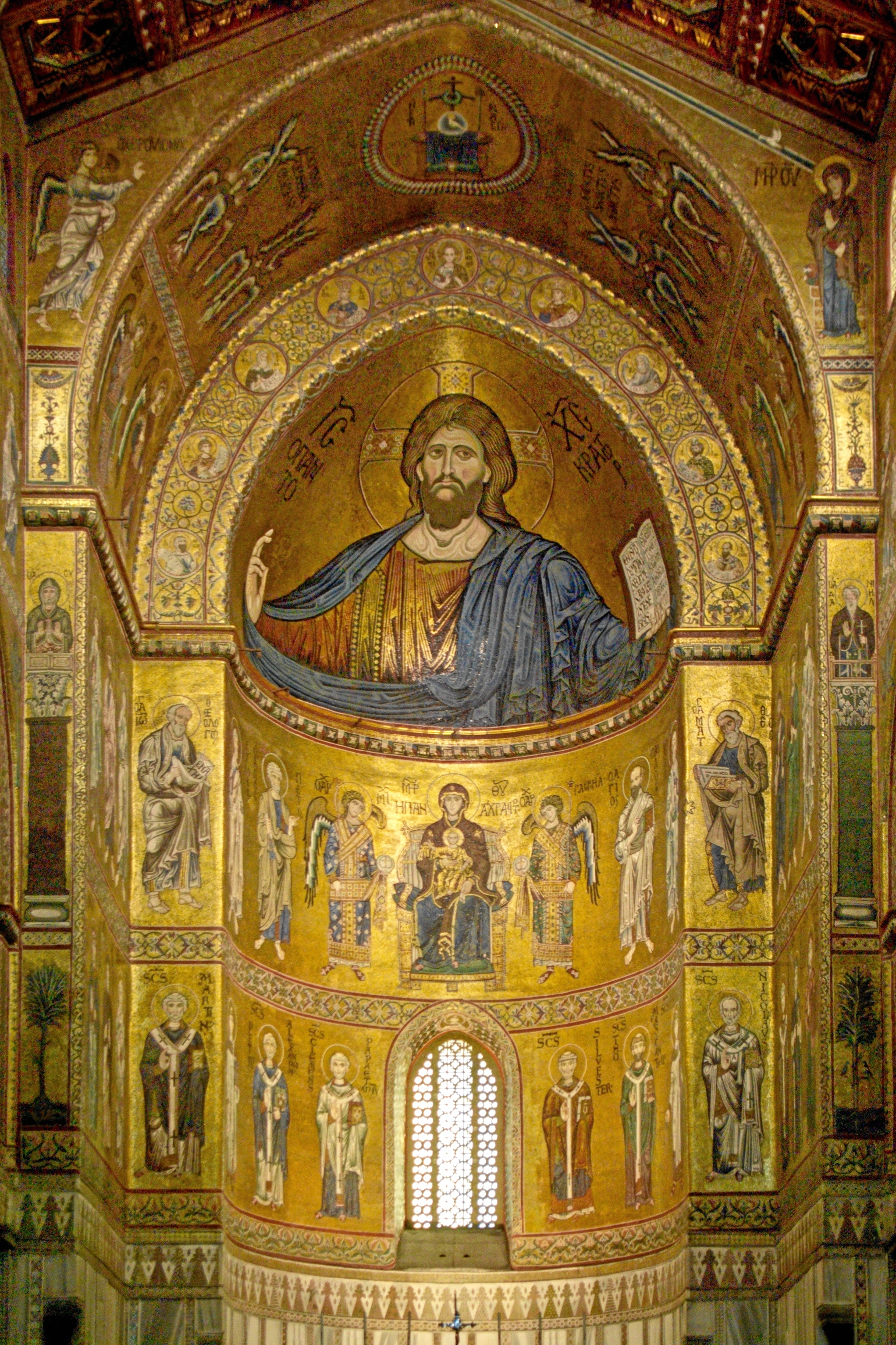
Христос Пантократор в апсиді собору Монреале

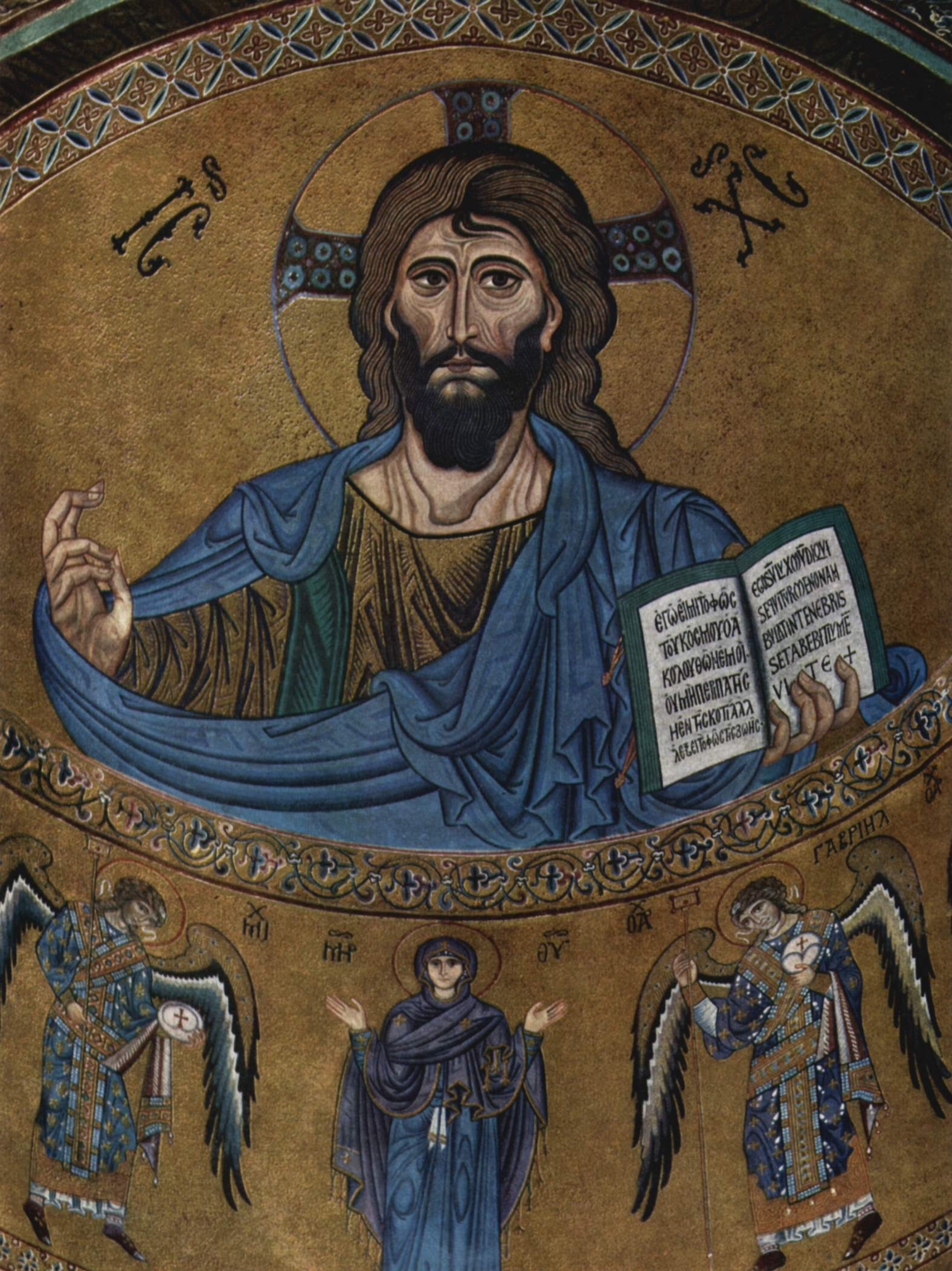
Христос Пантократор в апсиді собору Чефалу

Головною спадщиною, що дісталась арабо-норманнскому стилю від візантійського мистецтва, стали мозаїки. Мозаїки комнінівського періоду (XII століття) найкращим чином збереглися саме на Сицилії. До них належать мозаїки соборів  Чефалу та Монреале, церкви Марторана та Палатинська капела.
Найулюбленішим сюжетом сицилійських мозаїстів стало зображення Христа Пантократора в небесній славі. При цьому, хоча мозаїсти строго наслідували візантійські канони, образи Пантократора в кожному з вищезгаданих храмів є індивідуальними, наділеними своїми специфічними рисами й особливостями. Образи Христа Пантократора в Чефалу та Монреалі стали визнаними зразками візантійської мозаїки.
Не менш поширеним сюжетом для сицилійських мозаїк стало зображення Богородиці та апостолів. Не відходячи від традиційного для Візантії деісусного ряду, сицилійські мозаїсти зуміли добитися ефекту живої співучасті святих у молитві громади. На мозаїках Чефалу та Монреале особливі пози апостолів створили ілюзію їхньої бесіди один з одним, свідками та учасниками якої стають всі молільники в храмі.
Сицилійські мозаїсти створили один з найбільших у світі мозаїчних циклів у соборі Монреале  — близько 10 000 кв. м. площі. Мозаїки Монреале розпадаються на п'ять тематичних циклів  — Христос у славі, святковий, чудеса Христові, книга Буття і житія апостолів Петра та Павла. Ці ж цикли в меншому, камерному варіанті виконані й у Палатинській капелі.

### Романський і нормандський впливи

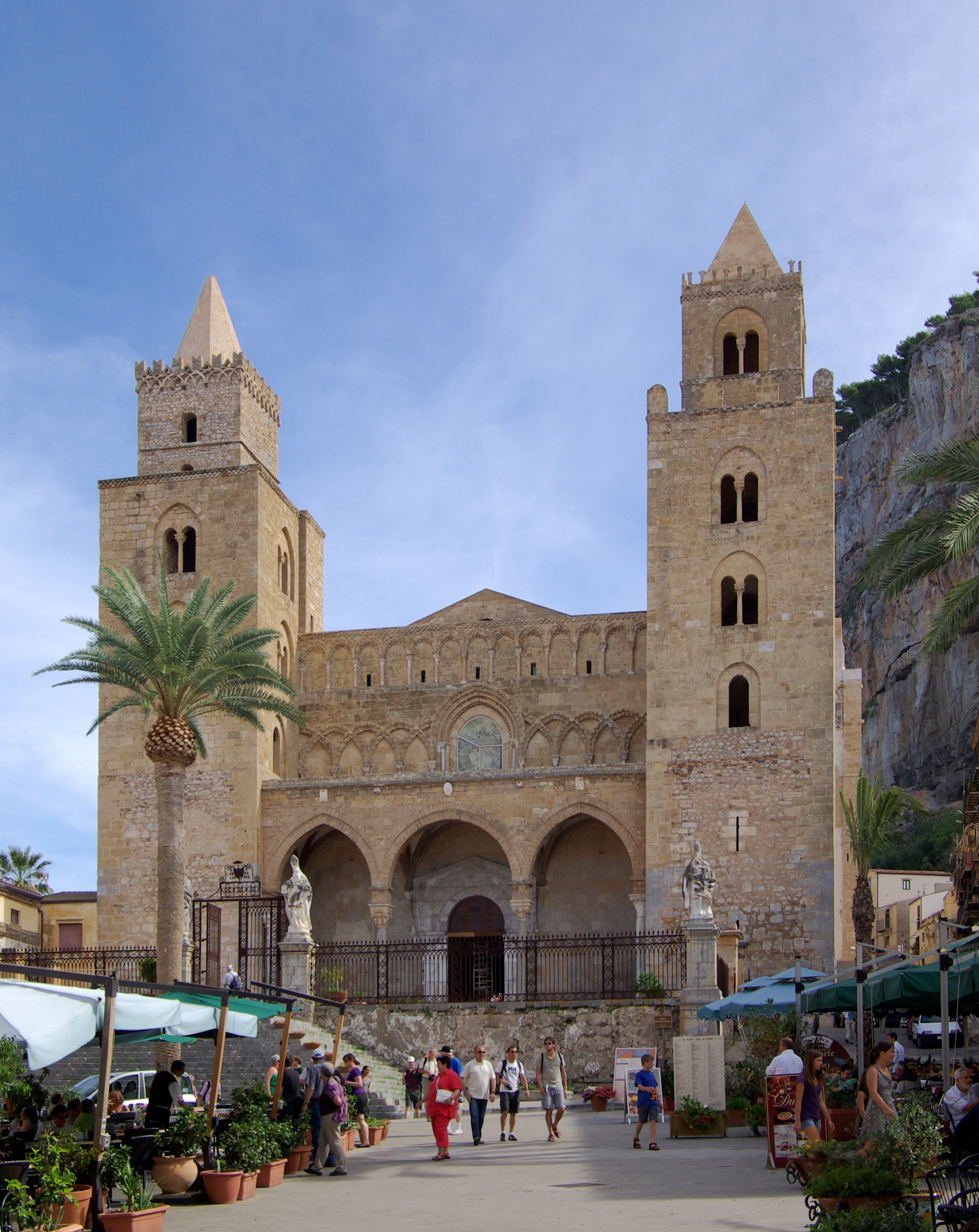
Західний фасад собору Чефалу

Собори й церкви, зведені в арабо-нормандському стилі, несуть на собі відбиток романської архітектури. Вони являють собою тринавові базиліки, розділені масивними арками, розташованими на колонах. Колони в більшості храмів узяті з античних споруд, причому для собору Монреале колони прибули з материкової Італії. Дзвіниці багатьох арабо-нормандських церков являють собою типово романські кампаніли.
Найкраще зберегли первинний вигляд собори Монреале та Чефалу, що нагадують своїми фасадами собори північної Європи, видаючи походження своїх засновників. Зовнішній вигляд цих будівель вражає одночасно аскетизмом і міццю, суворістю й урочистістю. Західні фасади в Чефалу та Монреале обмежені масивними вежами, що робить їх ще більш подібними до замкової архітектури.

## Арабо-нормандський стиль за межами Сицилії
Строго кажучи, арабо-нормандський стиль завжди був ендемічним, притаманним лише сицилійській архітектурі. Тим не менш, будови в цьому стилі трапляються й за межами Сицилії — на інших територіях, що входили до складу Сицилійського королівства. Наприклад, на Мальті в містах Мдіна та Вітторіоза, що зберегли історичну до-іоаннітську забудову, можна побачити приватні будинки в арабо-нормандському стилі. До них належать палаццо Санта-Софія і так званий нормандський дім на головній вулиці Мдіни. Численні арабо-нормандські риси збереглися в багато разів перебудованому соборі Салерно. Будови арабо-нормандського стилю слід відрізняти від численних нормандських будівель чисто романської архітектури (наприклад, знаменита базиліка Святого Миколая в Барі).
Різні архітектурні впливи та елементи, що нагадують арабо-нормандський стиль, характерні для багатьох регіонів Середземномор'я, населення якого до арабських завоювань VII століття н. е. було переважно християнським. Потім населення південної його частини, а також Леванту перейняло іслам. У низці буферних регіонів Південної Європи ісламське та християнське населення проживали пліч-о-пліч один з одним тривалий час (Піренейський півострів, Балкани, острови Середземного моря — Крит, Кіпр, тощо.). Причому мусульманське населення часто займало провідну роль у політиці, релігії, мистецтві та інших сферах. Наприклад, в Іспанії панування мусульман протривало до кінця XV століття, на Балканах — до початку XX. Християни та крипто-християни регіону були добре знайомі з культурою та мистецтвом ісламського світу й часто свідомо чи несвідомо запозичували його архітектурні елементи при спорудженні своїх церков і молелен. Багато первинно християнських церков при цьому були перетворені на мечеті, і навпаки.